# 石山部落

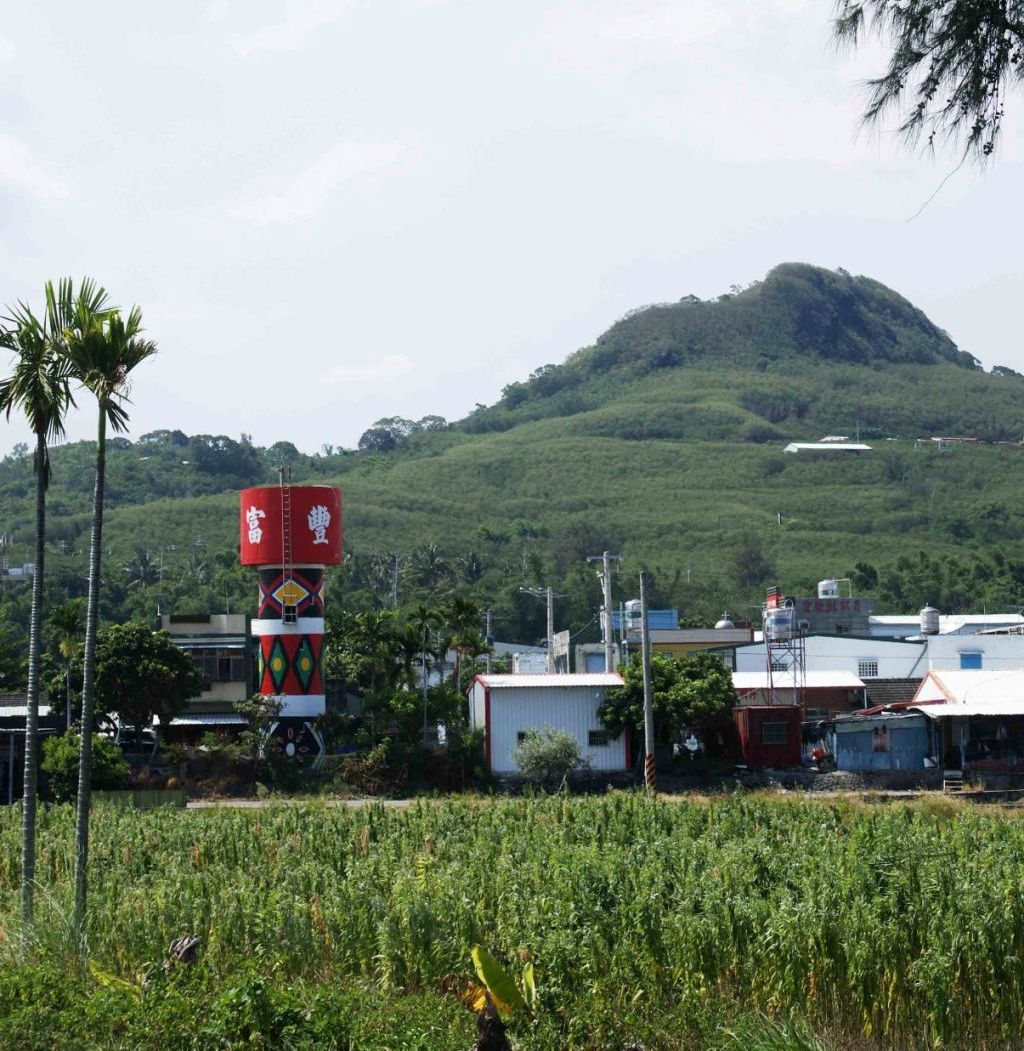
石山部落

石山部落（又稱富豐社區）是台灣台東縣台東市的阿美族部落。阿美語的，意思為聖靈聚集之地。石山部落位於台東市中華大橋旁，花東海岸公路起點上，是在市郊石頭山下的小部落，位在台東市東北方，東臨志航基地、西順志航路可至台東大橋、南至卑南大溪與南榮里、新生里為界、北臨富岡里。

## 地名由來

### 猴仔山社/石川
清領時期道光年間，卑南阿美族向北遷徙建立部落，當時稱為「猴仔山社」，可能源自阿美語的音譯:83。在日治時期依照附近石頭山的簡稱，改稱:83。民國35年再度改名，稱「石川」:174，後又稱「石山新村」或「富豐社區」。地名緣由是石頭山一帶的雨水、河水容易挾帶石頭往下流，使河床與石川聚落的石川圳佈滿石塊，故稱之。

### Kakawasan
Kakawasan（接近漢語發音為嘎嘎哇桑）其意為神（鬼）聚集之地，又稱魔鬼村。在阿美語裡是神、祖先、靈魂、惡鬼等超自然物的通稱，-an則是場所或狀態的意思，因此Ka-Kawas-an即指「遇到鬼或鬼出現的地方（神靈聚集眾多之地）」:176。即今猴子山，富岡到石頭山一帶。傳說指該社以前有很好的打鐵屋，卑南族曾來訂製鐵器，卻被殺死埋在地下。卑南社人尋找至此並大舉來攻，怒將打鐵的道具埋了。此後，該地地上會噴出火焰，當時阿美族人認為是祖靈（Kawas）所為，乃稱此地為:174。後來證實是地下有天然氣之故。

## 歷史

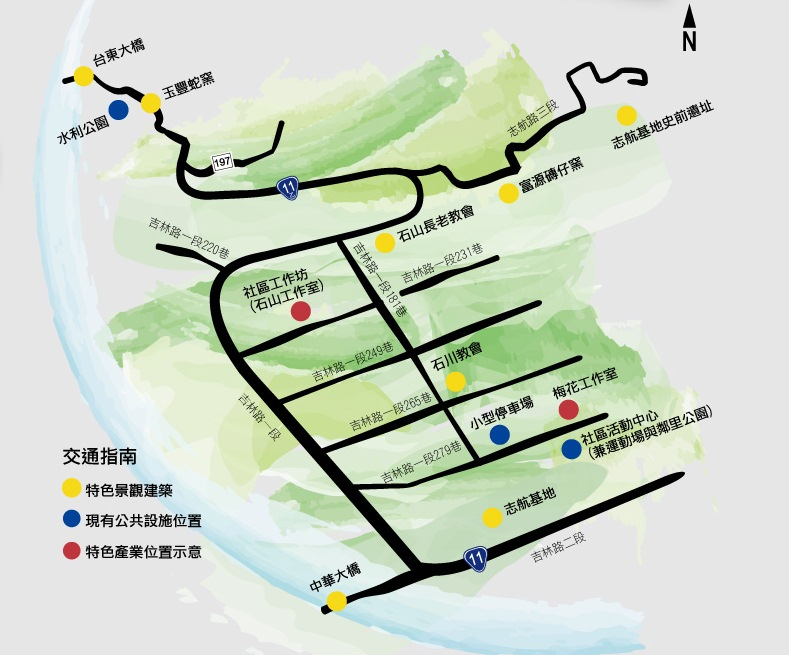
石山部落地理簡圖

石山部落從日治時期到志航基地興建，曾歷經多次搬遷。最晚在明治37年（1904）以前，猴仔山的阿美族即居住於當今富岡派出所一帶，昭和14年（1939），由於當地要興建商港，部落便被遷到今小野柳電力公司一帶。民國58年（1969）因志航基地興建，部落再次遷移，最後落腳地即是部落現址:174。
2009年，台灣東部受到莫拉克風災侵襲，帶來東部海岸大量的漂流木，鄰近富岡漁港由阿美成立的富豐社區發展協會，也就是石山部落，雖然沒有發生重大災情，但沿海領域幾乎被漂流木全然覆蓋，居民遂加入了救災行動，一方面也讓撿拾回的漂流木取代家用燃料；只是大型的漂流木造成淤積，光靠人力清理仍是不足，於是在林務局開放民眾撿拾後，協會向相關單位申請租用重型機具，希望為部落居民爭取保留一些原木。
2010年元旦，部落入口立起了一支八尺長的漂流木，刻上石山部落的名字，由耆老共同賜福禱告，期望四度遷徙的部落不再漂流。部落裡能夠雕刻的族人，也利用漂流木雕刻出六尊立雕，各別表現阿美族傳統精神，環繞在部落外圍。

## 社區工藝
富豐社區自2009年開始利用月桃編織、木工等手工藝，發展部落觀光。工藝產品以當地原料為素材，以部落族人為主要工藝師，結合現代素材及樣式，製作月桃編織、注連繩御守、漂流木生活家具等純手工作品。社區發展體驗經濟的初期，透過部落的月桃工藝品為主軸推廣在地觀光產業。近期以跨界合作模式，讓社區的體驗經濟以工藝文化為主，營造空間環境。以富豐社區為起點，與其他部落、東臺灣景點結合，進行社區總體營造，憑藉工藝技術及環保永續經營的社區特色，於2022年獲得行政院國家永續發展獎。社區成立石山工坊，設置雕刻作品展示空間，並持續開設木工課程。
石山部落在富豐社區已經營十餘年，從社區營造、漂流木工藝、創新傳統月桃編織、稻草循環經濟再利用到石山部落社區產業的復甦，在社區落實、傳承與創新傳統文化精神，讓各界瞭解原民部落在環境永續與地方創生、社會創新上的改變。
多年來社區參加太平洋島嶼工藝展、臺日地方工藝國際交流展、日本三島町會津工人祭展、訪纖學國際工藝交流展、日本東京家居生活設計展、北京文博會、原藝崛起原住民工藝展、原住民工藝未來式原未展、臺灣社區工藝在地特色展、台北及高雄國際建材家飾設計展，並以自然素材設計工藝品在2016年起獲選為農村好物、2020年獲得臺灣優良工藝品、2021及2022年獲得綠工藝產品認證。

### 月桃編織工藝
富豐社區近幾年以月桃編織工藝為發展重點，透過許多工藝老師和社區媽媽的幫忙，從曬乾、剖絲、搓揉、編織、縫紉、定型等步驟研發出各種不一樣的月桃編織成品。

### 石山部落木工坊
社區成立石山工坊，設置雕刻作品展示空間。並開設木工課程，由三義木雕師傅與社區裡擅長木工的專家教導民眾使用漂流木製作桌子、椅子等傢具。